# Сахасарра
Сахасарра (ісп. Sajazarra) — муніципалітет в Іспанії, у складі автономної спільноти Ла-Ріоха. Населення — 136 осіб (2009).
Муніципалітет розташований на відстані близько 250 км на північ від Мадрида, 43 км на захід від Логроньйо.

## Демографія
Динаміка населення (INE ):

## Галерея зображень

Розташування муніципалітету
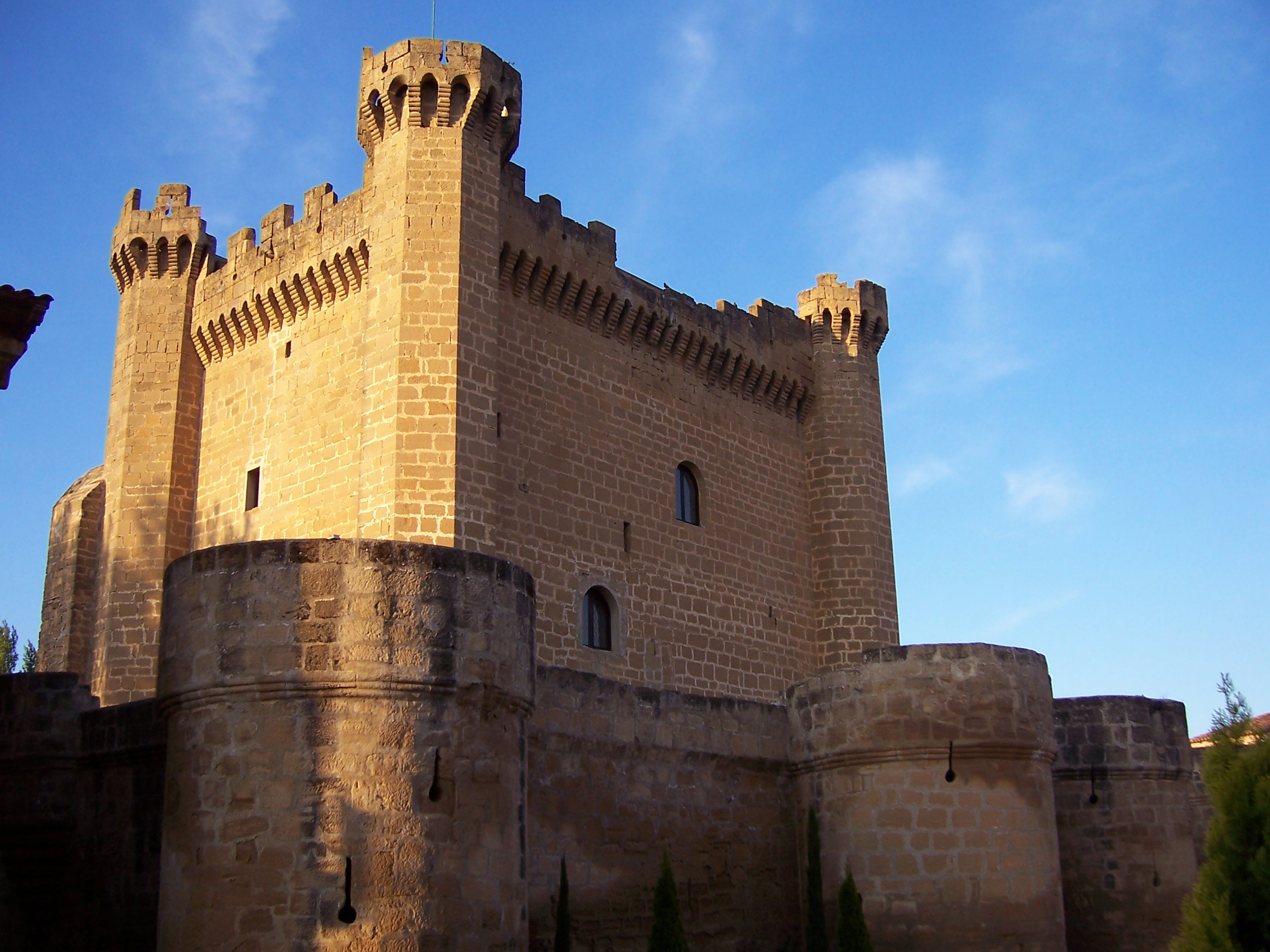
Замок Сахасарра